# Púttxino
Púttxino (en rus: Путчино) és un poble de l'óblast de Kursk, a Rússia, que en el cens del 2010 tenia 93 habitants. Pertany al districte rural de Fatej.